# Stevnsgade Basketball
Stevnsgade Basketball ist ein dänischer Basketballverein aus Kopenhagen.

## Sportliche Erfolge
Basketligaen
- Meister (3): 1978–1979, 1979–1980, 1994–1995
- Silber (5): 1974–1975, 1977–1978, 1992–1993, 1993–1994, 1995–1996
- Bronze (9): 1972–1973, 1975–1976, 1976–1977, 1980–1981, 1981–1982, 1986–1987, 1989–1990, 1996–1997, 2000–2001

Dänischer Pokalsieger
- Meister Pokalsieger (7): 1980, 1987, 1993, 1994
- Silber (6): 1975, 1979, 1983, 1986, 1996, 2000